# Route 52 (Manitoba)
La Route 52 (PTH 52) est une route provinciale du Manitoba. Elle relie la route 59 près de Tourond à La Broquerie, en passant par Steinbach.

## Description du tracé
La route 52 débute à la jonction avec la route 59 au sud de Tourond. Elle se dirige vers l'est en traversant une zone agricole. Elle atteint Mitchell et devient une voie rapide à quatre voies. Elle traverse la municipalité et atteint Steinbach. Là, elle traverse la ville en y étant l'artère principale, toujours à quatre voies. Elle y croise la route 12 et quitte la ville pour redevenir une route rurale à deux voies alors qu'elle se dirige vers l'est. Elle atteint La Broquerie où elle prend fin à la jonction avec la route 210 / route 302. Son trajet se poursuit vers le sud-est comme route 210 est.

## Intersections majeures
| Comté                 | Ville        | km    | Destinations                                                          | Notes                                      |
| --------------------- | ------------ | ----- | --------------------------------------------------------------------- | ------------------------------------------ |
| No. 2                 |              | 0,00  | PTH-59 – Saint-Malo, Saint-Pierre-Jolys, Winnipeg                     |                                            |
| No. 2                 |              | 7,00  | PR 216 nord – New Bothwell                                            | Terminus ouest du multiplex avec la PR 216 |
| No. 2                 |              | 8,00  | PR 216 sud – Grunthal, Kleefeld                                       | Terminus est du multiplex avec la PR 216   |
| No. 2                 |              | 12,00 | PR 206 nord – Dugald, Landmark, Oakbank                               | Terminus sud de la PR 206                  |
| No. 2                 |              | 22,00 | PTH-12 (Brandt Street / MOM's Way) – Beauséjour, Sprague, Sainte-Anne |                                            |
| No. 2                 | La Broquerie | 35,00 | PR 210 / PR 302 – Sainte-Anne, Richer, Marchand                       | La PTH-52 est devient la PR 210 est        |
| - Transition de route |              |       |                                                                       |                                            |